# Muhammad ibn Ahmed
Muhammad ibn Ahmed fou un funcionari otomà que va exercir com a sandjakbegi de Gaza succeint al seu pare Ahmed ibn Ridwan el 1600. El 1613/1614 va participar en l'expedició contra l'emir del Líban Fakhr al-Din II dirigida pel governador de Damasc. El va succeir el seu fill Hasan ibn Muhammad.